# مگان رپینو
مگان اَنا رپینو (انگلیسی: Megan Anna Rapinoe, ‎i‎/rəˈpiːnoʊ/‎، زادهٔ ۱۹۸۵) بازیکن تیم ملی فوتبال زنان ایالات متحده آمریکا است. وی در فینال جام جهانی ۲۰۱۹ زننده اولین گل تیم ملی فوتبال زنان ایالات متحده آمریکا بود.
او در پست هافبک/بال برای تیم سیتل رین اف سی بازی می‌کند. وی در ژوئیه ۲۰۱۲ همجنس‌گرایی خود را علنی کرد. شریک زندگی او بسکتبالیست آمریکایی سو برد است.
مگان راپینو به عنوان هافبک برای باشگاه رین اف‌سی در لیگ ملی فوتبال زنان بازی می‌کند و هم‌اکنون کاپیتان این باشگاه است. راپینو هافبکی قادر است به عنوان وینگر یا در پست هافبک هجومی نیز بازی کند. او به خاطر سبک بازی فانتزی و چابکش معروف است، او از عوامل مهم پیروزی‌های متوالی ایالات متحده در جام جهانی بوده‌است. مگان راپینو اولین زنی است که در سه فینال پی‌درپی جام جهانی حضور داشته‌است.
فعالیت‌های خارج از زمین او مانند پیگیری و شکایت در باب مسائل اجتماعی نیز توجه رسانه‌ها را به خود جلب کرده‌است. او حقوق برابر بازیکنان زن و مرد را دنبال می‌کند.

## افتخارات
لیون
- لیگ یک فرانسه (۱): ۱۳–۲۰۱۲
- جام حذفی فرانسه (۱): ۱۳–۲۰۱۲

سیاتل ریجن
- NWSL Shield (۳): ۲۰۱۴، ۲۰۱۵، ۲۰۲۲
- جام زنان (۱): ۲۰۲۲

تیم ملی آمریکا
- قهرمانی جام جهانی فوتبال زنان (۲): ۲۰۱۵، ۲۰۱۹
- مدال برنزه جام جهانی فوتبال زنان (۱): ۲۰۱۱
- مدال طلای المپیک (۱): ۲۰۱۲
- مدال برنزه المپیک (۱): ۲۰۲۲
- جام آلگاروه (۳): ۲۰۱۱، ۲۰۱۳، ۲۰۱۵
- جام ملت‌های کونکاکاف (۳): ۲۰۱۴، ۲۰۱۸، ۲۰۲۲
- جام شی بیلوویز (۴): ۲۰۱۸، ۲۰۲۰، ۲۰۲۱، ۲۰۲۳
- جام ملل (۱): ۲۰۱۸
- مسابقات انتخابی المپیک زنان کونکاکاف (۱): ۲۰۲۰